# Ch!pz
Ch!pz ist eine vierköpfige niederländische Popgruppe. Mit eingängigen Liedern sollte die Gruppe insbesondere jüngere Kinder ansprechen. Die Gruppe wurde 2003 nach mehreren Castingrunden durch den niederländischen Kindersender Fox Kids zusammengestellt.

## Geschichte
In den Niederlanden wurden die Singles von Ch!pz von vielen Radiostationen nicht gespielt, da die Programmverantwortlichen die Musik als zu infantil empfanden. Durch die Promotion von Fox Kids und die Unterstützung von Zuschauern des Senders wurden Ch!pz eine der erfolgreichsten Bands des Landes. Binnen anderthalb Jahren erreichte die Gruppe dreimal die Spitze der niederländischen Singlecharts. Ende des Jahres 2004 waren sie an der Single „Als je iets kan doen“ beteiligt, die von vielen niederländischen Künstlern für die Opfer des Tsunamis vom 26. Dezember 2004 aufgenommen wurde.
Anfang 2005 wurde mit Ch!pz in Black die erste Single der Ch!pz in Deutschland veröffentlicht, sie stieg bis auf Platz zwei der Singlecharts. Anfang Mai 2005, stieg auch ihre zweite Single Cowboy auf Platz zwei ein. Eine Woche später kletterte sie auf Platz eins.
Die Videos der Gruppe sind immer nach demselben Muster aufgebaut: Die Mitglieder der Band müssen in verschiedenen exotischen Umgebungen, in der dort üblichen Kleidung „Heldentaten“ vollbringen. So verhindern sie beispielsweise in Ch!pz in Black eine Invasion Außerirdischer und in Cowboy verhaften sie einen Pferdedieb im Wilden Westen. Das Video zu Captain Hook zeigt ein Zusammentreffen mit dem bekannten Captain des beliebten Kindermärchens Peter Pan. Weitere bereits in den Niederlanden erfolgreiche Singles und das Album The Adventures Of Ch!pz erschienen zeitversetzt in den deutschsprachigen Ländern und noch später auch in Großbritannien und waren auch dort erfolgreich. Auch in Schweden und Norwegen konnte die Band Erfolge vorweisen.
Im Jahre 2005 erschien das zweite Album The World of Chipz. Das dritte Album erschien 2006, trägt den Titel Past, Present, Future und enthält 11 Songs, die durch die verschiedenen Zeitepochen der Geschichte gehen, angefangen im alten Rom bis hin zur Gegenwart. 2007 bestritten Ch!pz ihre erste Theatertour in den Niederlanden. Im selben Jahr erschien das Best-of Album The H!tz Collection. Neben den erfolgreichsten Hits enthielt dieses Album drei bisher unveröffentlichte Lieder und einen speziellen Remix der Debütsingle Ch!pz in Black. Im Dezember 2007 erschien in den Niederlanden die Single „Make A Big Splash“, welche beim Junior Eurovision Song Contest 2007 vorgestellt wurde. 2008 veröffentlichten sie ihr letztes Album in den Niederlanden mit dem Titel CDX (Chipz Dance Xper!enz), welches zuvor mit einer Fernsehserie, wo Chipz den Zuschauern die Tänze ihrer Hits beibringt, promotet wurde. Im November 2010 wurde vom Management die Auflösung der Gruppe bekannt gegeben, obwohl die Mitglieder das Projekt weiterführen wollten. Die geplante Veröffentlichung des Albums The New Adventures of Ch!pz wurde abgesagt.
Die Ch!pz waren offizielle Werbeträger des niederländischen Modehauses C&A und hatten dort eine eigene Kollektion namens „Ch!pz Cho!z“.
Zum 1. April 2018 wurde über Facebook ein einmaliger Auftritt von Ch!pz im Ziggo Dome in Amsterdam angekündigt. Über 200.000 Fans haben sich für diese Veranstaltung interessiert. Im Nachhinein stellte sich das ganze als Aprilscherz heraus, der „aus den Händen geglitten ist“. Die große Anzahl der interessierten Fans hat die Vier nun dazu motiviert an einem Comeback zu arbeiten. Am 27. Oktober 2018 traten sie in der Brabanthallen Den Bosch in Smerrig erstmals wieder auf.
2021 veröffentlichten sie Make a big Splash, außerdem wurden die Songs aus CDX jeweils nach und nach als Single veröffentlicht. Zum Sommer 2023 erschien das Best-of-Album "Greatest H!TZ" als Limitierte Vinyl.

## Nach CH!PZ
- Peter Rost nahm 2012 an Holland’s Got Talent teil.
- Kevin Hellenbrand startete eine Solokarriere als Musiker und eröffnete eine Tanzschule.[5]
- Cilla Niekoop arbeitet beim niederländischen Fernsehsender Omroep Brabant.
- Ch!pz bei MySpace

## Diskografie
Studioalben

| Jahr | Titel                      | Höchstplatzierung, Gesamtwochen, AuszeichnungChartplatzierungen (Jahr, Titel, Platzierungen, Wochen, Auszeichnungen, Anmerkungen) | Höchstplatzierung, Gesamtwochen, AuszeichnungChartplatzierungen (Jahr, Titel, Platzierungen, Wochen, Auszeichnungen, Anmerkungen) | Höchstplatzierung, Gesamtwochen, AuszeichnungChartplatzierungen (Jahr, Titel, Platzierungen, Wochen, Auszeichnungen, Anmerkungen) | Höchstplatzierung, Gesamtwochen, AuszeichnungChartplatzierungen (Jahr, Titel, Platzierungen, Wochen, Auszeichnungen, Anmerkungen) | Höchstplatzierung, Gesamtwochen, AuszeichnungChartplatzierungen (Jahr, Titel, Platzierungen, Wochen, Auszeichnungen, Anmerkungen) | Anmerkungen                                                |
| Jahr | Titel                      | DE | AT | CH | UK | NL | Anmerkungen                                                |
| ---- | -------------------------- | --- | --- | --- | --- | --- | ---------------------------------------------------------- |
| 2004 | The Adventures of Ch!pz    | DE9 (26 Wo.)DE | AT9 Gold · (22 Wo.)AT | CH20 (21 Wo.)CH | — | NL2 (47 Wo.)NL | Erstveröffentlichung: 31. Januar 2004 Verkäufe: + 10.000   |
| 2005 | The World of Ch!pz         | DE5 (14 Wo.)DE | AT6 (11 Wo.)AT | CH12 (9 Wo.)CH | — | NL2 Platin · (33 Wo.)NL | Erstveröffentlichung: 12. März 2005 Verkäufe: + 80.000     |
| 2006 | Past: Present: Future      | DE55 (4 Wo.)DE | AT29 (3 Wo.)AT | CH73 (1 Wo.)CH | — | NL19 Gold · (14 Wo.)NL | Erstveröffentlichung: 11. November 2006 Verkäufe: + 35.000 |
| 2008 | CDX (Chipz Dance Xper!enz) | — | — | — | — | NL39 (5 Wo.)NL | Erstveröffentlichung: 6. September 2008                    |

## Auszeichnungen
- Deutscher Jetix Planet Live Award 2005 in der Kategorie „Beste Band“[7]
- Niederländischer Kids' Choice Award 2007[8] als Beste Popgruppe.